# 泽巴足
泽巴足（1956年6月—），四川若尔盖人。藏族。1971年4月参加工作，1978年2月加入中国共产党。中央民族学院政治系毕业，中共四川省委党校现代管理专业在职研究生学历。
历任阿坝县委副书记、书记，阿坝州副州长、州委副书记、州长，四川省劳动厅党组书记、厅长，四川省劳动和社会保障厅厅长，四川省财政厅厅长等职。
2007年3月，任甘肃省人民政府副省长。2011年6月，当选中共甘肃省委常委，兼任省委统战部长。2012年3月，不再担任副省长职务。2014年1月，兼任中共甘肃省委政法委书记。2016年9月，不再担任中共甘肃省委常委、中共甘肃省委政法委书记。